# Kaiserliches und königliches Infanterieregiment nr. 28 "Viktor Emanuel III König von Italien"
Il Kaiserlich und königliches Infanterieregiment nr. 28 "Viktor Emanuel III, König von Italien" (in italiano Imperialregio Reggimento di Fanteria di linea n. 28 "Vittorio Emanuele III, Re d'Italia") è stato un reggimento dell'esercito austro-ungarico risalente al 1698 col nome "Prag" fino al 1890 e successivamente intitolato al Re d'Italia Vittorio Emanuele III di Savoia, poiché all'epoca l'Italia era parte della Triplice Alleanza. Fu paradossalmente schierato proprio contro l'Italia durante la Grande Guerra, sul fronte dell'Isonzo. Era formato perlopiù da soldati cechi.

## Storia
Fondato nel 1698, il reggimento partecipò ai seguenti scontri: 
- 1713 Assedio di Friburgo
- Guerra austro-turca (1716-1718)
- 1716 Partecipazione alla battaglia di Peterwardein, durante la quale cadde il capo del reggimento Friedrich Ludwig von der Lancken
- Assedio di Timisoara
- 1717 Assedio di Belgrado
- 1757 Battaglia di Praga e Kolin
- 1758 Battaglia di Hochkirch
- 1787 Guerra di successione bavarese
- 1793 Battaglia di Neerzüge
- 1794 Assedio di Le Quesnoy e Maubeuge
- 1796 Battaglia di Schliengen
- 1800 Blocco di Genova e Battaglia di Marengo
- Resa di Ulm il 18 ottobre 1805
- Campagna 1809 in Baviera, assegnata all'XI Corpo d'armata: battaglie di Aspern e Wagram
- 1814 Battaglia di Brienne
- 1849 Battaglie presso Komorn, assalto alla foresta di Acser, avanzata del 1º Corpo fino ad Arad
- Battaglia di Custoza (1866), assegnato al V Corpo d'Armata dell'Armata Meridionale

### Grande guerra
Alla vigilia della Prima guerra mondiale il reggimento era intitolato prima a Umberto I e poi a Vittorio Emanuele III, sovrani dell'Italia alleata con l'Austria-Ungheria. Il 24 maggio 1915 però l'Italia entrò in guerra contro l'Austria Ungheria, e Vittorio Emanuele III perse chiaramente il suo grado onorifico di colonnello comandante del reggimento. Il reggimento si trovò in stato di guerra proprio contro l'Italia, sul fronte dell'Isonzo, oltreché sul fronte russo dove partecipò alle battaglie nei Carpazi.
Il 20 novembre 1915 vi fu un curioso incontro tra un soldato ceco di questo reggimento e Vittorio Emanuele III in visita all'ospedale da campo italiano n.18 di Buttrio adibito al ricovero dei prigionieri nemici feriti. L'aiutante di campo del Re racconta, nel suo diario di guerra, l'incontro tra il sovrano e questo soldato curiosamente "finito prigioniero del titolare del suo reggimento", riconosciuto dalle sue mostrine verde scuro.

## Comandanti
- Oberst Alexander von Lebzeltern (1859–1872)
- Oberst Friedrich von Bouvard (1872)
- Oberst Adolph Resić von Ruinenburg (1872–1876)
- Oberst Adolph von Wenko (1876–1877)
- Oberst Alexander Heimbach von Ethlersheim (1877–1882)
- Oberst Alois Hauptmann (1882–1886)
- Oberst Johann Holzbach (1886–1890)
- Oberst Ludwig Castaldo (1890–1894)
- Oberst Julius Weyrich von Trubenburg (1894–1889)
- Oberst Hugo Meixner von Zweienstamm (1889–1902)
- Oberst Heinrich Fath (1902–1907)
- Oberst Franz Daniel (1907–1912)
- Oberst Ferdinand Sedlaczek (1912–1914)
- Oberst Eduard von Merten (1914–1915)
- Oberst Maximilian Hemala (1917–1918)